# Бухенау, Генрих-Герман
Генрих-Герман Бухенау (нем. Heinrich Hermann Buchenau, 20 апреля 1862, Бремен — 15 мая 1931, Мюнхен) — немецкий нумизмат. Сын немецкого ботаника и фитогеографа Франца Бухенау.
Работал хранителем мюнцкабинета в Мюнхене, главным редактором журнала «Blätter für Münzfreunde» (Лейпциг), а также был соиздателем журнала «Münzstudien».
С 1916 года — профессор Мюнхенского университета.
Автор нескольких работ, посвящённых монетному делу средневековой Германии.

## Основные труды
- Der Brakteatenfund von Seega. Ein Beitrag zur Erforschung der deutschen Münzdenkmäler aus der Zeit der staufischen Kaiser. — Marburg, 1905;
- Grundriβ der Münzkunde. Die Münze in ihrer geschichtlichen Entwicklung von Altertum bis zur Gegenwart. — Leipzig, Berlin, 1920;
- Der Brakteatenfund von Gotha / Mitautor Pick. — München, 1928.